# Цибана
Цибана (рум. Țibana) — село у повіті Ясси в Румунії. Входить до складу комуни Цибана.
Село розташоване на відстані 299 км на північ від Бухареста, 26 км на південний захід від Ясс.

## Населення
За даними перепису населення 2002 року у селі проживали 666 осіб, усі — румуни. Усі жителі села рідною мовою назвали румунську.